# 音羽ねいろ
音羽 ねいろ（おとは ねいろ、1999年3月3日 - ）は、日本のAV女優。元アイドル。アトラクティブ所属。

## 略歴・人物
2020年2月、kawaii*と本中の2メーカー専属女優としてAVデビュー。なお、専属女優としての出演は各々1本のみので、以降は企画単体女優として活動。
2020年6月、メンズサイゾーのイメージガールに就任

## 出演作品

### アダルトDVD
- kawaii*×本中 2メーカー専属! 大手レコード会社からメジャーデビューした地方で活躍中の“本物”現役アイドルが脱いだ! 音羽ねいろ AVデビュー（2月25日、kawaii*）
- 仙台から夜行バスを使ってアイドルライブの合間に緊急上京! 本物ロコドル中出しデビュー!（2月25日、本中）
- ついに口説けた! ハメられてAVデビューしてしまったサディスティックヴィレッジの女AD Vol.2（3月26日、サディスティックヴィレッジ）※オムニバス作品、「川崎ことは」名義
- 予備校に通う地味でマジメな女子○生をレイプしながら全身を媚薬漬けにしたら、こっちが引くほど痙攣・潮&泡吹き・失神しまくった! 10 10作品目の超大作!合計10作品35人のJ○と塾講師1人のレイプ記録!（4月9日、サディスティックヴィレッジ）※オムニバス作品、「ねむ」名義
- 駆け出しアイドルを狙う。 芸能社長の特別レッスン。 「あの子もこうして有名になった」（4月13日、ダスッ!）
- マジックミラー号ハードボイルド ナンパしたどエロ娘に君よりヤリマンなお友達を紹介してくれたら10万円!と呼び出してもらいもっとエロい娘とヤル!（4月23日、サディスティックヴィレッジ）※オムニバス作品、「胡桃」名義
- 某テレビ局前ガチナンパ! リアル地下アイドルが顔出しおっぱい丸出しでびしょ濡れおま●こ生素股! ギンギンち●ぽをズボッと挿してイってもイっても激ピストン! そのままドピュっと生中出し! 女子アナウンサーもGETしちゃいました編（4月24日、赤面女子）※オムニバス作品、「音色」名義
- 顔出しMM号 女子大生限定 ザ・マジックミラー Wデート中の仲良し大学生カップル交換企画! 杭打ちピストン連続射精騎乗位バトル! 初めての同室スワッピングでイケナイと思いつつも彼氏の目の前で親友の彼チ○ポを生挿入! 生中出し!! in池袋（5月7日、ディープス）※オムニバス作品、「なぎさ」名義、共演:つむぎ
- 「ナマでいいんですか!?」 長期入院で溜まりまくった患者を美人ナースが病室ヌルヌルローションソープで何度もナマで抜いてくれる!（5月15日、DOC）※オムニバス作品
- #素人裏アカウント@03 街角美少女ガチナンパ! クリ剥き獄攻め電マ&激吠えアクメ悶絶潮!潮!（5月21日、サディスティックヴィレッジ）※オムニバス作品、「ねいろ」名義
- 微笑む口便器（5月29日、ワープエンタテインメント）
- ガチナンパ! 看護学生さん狙い撃ち! 初めてのWチ○ポに思考停止! Wフェラでマン汁ダダ漏れ! 欲しくなっちゃってSEX 15発射!（6月15日、ナンパーズ）※オムニバス作品
- お尻倶楽部 淡い香りの尻調教（6月19日、ドグマ）
- 「お兄ちゃんとエッチしたい!」 「私たちとエッチしたくないの?」 「私こんなに胸大きくなったんだよ」 「私は胸大きくないけど感じるんだよ!」 5つ年下の二人の幼馴染はまだまだ綿パンはいてるくせにおませで最近エッチを覚えてエッチに興味津々!!身近なボクとエッチしたがる!! 無邪気に迫ってくる二人の幼馴染を結局、断る事が出来ず両親が旅行でいない一泊二日間、幼馴染二人とエッチしまくり!中に出してはすぐにもう一人の幼馴染がボクのチ○ポをフェラして勃起させてまた中出しさせてきてはまたもう一人の幼馴染がフェラしてきて強制勃起で中出し強要!結局、5つ下の幼馴染二人に勃起しなくなるまで何度何度も中出ししまくっちゃいました!!（6月19日、Hunter）※オムニバス作品、共演:河奈亜依
- 青春スメルがプンプン薫る女子○生をおっぱい揉み揉みマンモ検診。 マジメにエッチにおっぱい揉みしだかれてピクピクしまるおま○こに何度も中出ししてあげました。（6月19日、DOC）※オムニバス作品
- J●彼女の拡散されちゃ不都合な動画 他人の秘密の写真フォルダの中身流出（6月19日、ABC）
- 禁断相姦 「お父さん、もう…許して…」 父に犯され続ける娘の近親相姦偏愛映像（6月26日、I.B.WORKS）※オムニバス作品
- LESBIAN VIRGIN これが私の理想のハーレム レズビアン 音羽ねいろ あべみかこ 有村のぞみ（7月7日、ビビアン）
- 巨乳おっぱいひざ枕 宝田もなみ / 音羽ねいろ（7月9日、アイエナジー）
- 現代の神隠し 帰宅途中の●学生ハ●エース連れ込みレイプ（7月24日、I.B.WORKS）※オムニバス作品
- 監禁 〜男の性奴○(おもちゃ)になった私〜（8月19日、ドグマ）
- 『卒業する前にもう一度だけお兄ちゃんと一緒にお風呂に入る!体洗ってあげるね!』 デカパイ過ぎる妹と狭いお風呂で二人きり!チ○コまで洗ってきて… 体を洗っていたら当然、大きな胸がボクに当たりまくり!!そんな事されたら当然勃起!!ヤバイと思って隠そうとしたら実は興奮していた妹は「ここも洗ってある」と言ってボクの勃起チ○コを洗ってきた!!更に興奮した妹は我慢できなくなり今度はお口で綺麗にしてあげると言ってフェラしてきて…（9月7日、Hunter）※オムニバス作品
- ハメ撮り願望の女 Vol.5（10月1日、あら、スケベ）
- ボクの家はクラス女子たちの溜まり場でニーハイ&Tバック天国!! 親が仕事でいないボクの家は、学校が終わるとヒマを持て余した同級生女子たちの溜まり場に! 自分の家なのにパシられまくりのボクだけど命令には逆らいません…。なぜかって?それはクラスのイケてる女子たちのTバック&ニーハイが見放題だから!エロ過ぎる光景に興奮してフル勃起していると、それに気付いた女子たちはドン引き!と思ったら…逆に勃起チ○ポでヒマ潰し!?Tバック尻とニーハイ太ももを見せつけられてさらにビンビンになったチ○ポに女子たちのムラムラが爆発!1人、また1人とエッチのおねだり!?他の子には内緒のはずが、全部バラされて何度も中出しを求められるハーレム天国に!!（10月7日、Hunter）※オムニバス作品
- えっちな女子校生の淫語かたりかけぐちゅぐちゅ連続絶頂ブルマオナニー 5（10月22日、アイエナジー）※オムニバス作品
- 『ヤダびしょ濡れ!』 ゲリラ豪雨で買い物帰りの義姉のTシャツがびしょ濡れ!近所で油断したのかまさかのノーブラ!濡れたTシャツから乳首が透けて… 「ちょっとそこまでだし大丈夫かな…」と思ってノーブラで近所に買い物に出かけた義姉。すると、その帰りに突然ゲリラ豪雨に襲われ全身びしょ濡れ!しかもノーブラなもんだから、Tシャツがおっぱいにピタ―っと張り付いて乳首もビンビンに透けまくり!!Tシャツ越しとは言え義姉のおっぱいを初めて見たボクは即勃起!超興奮してしまいました!!さらに、勃起が義姉に見つかり、終わった…と思いきや、義姉の方も勃起チ○ポを見て発情したのか「お父さんとお母さんには絶対内緒だからね」とボクを激しく求めてきたんです!!（11月7日、Hunter）※オムニバス作品
- おっとり上品娘のおしっこえっち（12月13日、S-Cute）

- 「そんなに締めつけたらまた中に出ちゃうって…」義妹の尻突き出し縦四方固めピストン騎乗位でマ○コから精子があふれるほど連続中出し!! 2 義妹が一緒に美尻トレーニングしたがる!ピタッとしたスパッツでプリンっと突き出すお尻が気になってしかたありません!辛抱たまらずズブリと挿入したら、あっという間に中出し!我に返り謝ったら義妹も興奮したみたいで、僕の上に跨り自ら挿入!逃げようとするボクを縦四方固めで捕まえて、尻突き出し縦四方固めピストン騎乗位で抜かずの連続中出しでマ○コから精子が溢れて水たまりが出来るほど中に出しちゃいました!（1月19日、Hunter）※オムニバス作品
- 美脚ラグジュアリーな素人女性にセクハラしまくる秘蔵映像流出（3月12日、S級素人）※オムニバス作品
- 東京素人J●ナマハメ流出映像 3（3月12日、S級素人）※オムニバス作品
- 乳首で即イキ!する巨乳女がヌルヌル素股に挑戦!何度イッてもガン突きピストンで連続中出し!!（5月7日、アイエナジー）※オムニバス作品
- 「今日からお兄ちゃんのおっぱいだよ!ふたつとも…」 ボクの所有物となった発育途上の妹のおっぱいをペロペロチュパチュパ吸って揉んで舐めまくり! ここ最近急激におっぱいがデカくなった妹。顔も大人っぽくなってきて、なんだかドキドキしてしまう…。しかもやたらと無防備な格好をしているから、視線はオッパイに集中し、勃起もしてしまうわけで…。「えっお兄ちゃん、私のおっぱい気になって、おち○ちん大っきくなっちゃったの?」そんな事を言われ、妹の顔をまともに見られないボクにもう一言「これふたつとも今日からお兄ちゃんのおっぱいだよ」。優しすぎる妹におっぱいマイラブなボクは素直に甘え、僕の所有物となったふたつのおっぱいを好きにさせて貰いました。ペロペロチュパチュパペロペロチュパチュパペロペロペロペロチュパチュパチュパチュパ…、おっぱいがふやけるほど吸って揉んで舐めまくり!!すると妹もボクの超絶舌舐め技のテクに感じまくり大発情!!逆にエッチをおねだりしてくる超神展開!（5月7日、Hunter）※オムニバス作品
- 「お姉ちゃんやめて…」「ごめんね…」 いじめっ子の命令に逆らえない超仲良しのお姉ちゃんがボクのチ○ポを使って強●近親相姦! 2 女子校に通っているすごく面倒見が良くて優しいお姉ちゃん。そんな姉は学校でいじめられていたのです。お姉ちゃんのクラスメイトが家にやってきてボクのパンツを脱がし姉の目の前で童貞喪失させられてしまいました。姉はいじめっ子に何も言えず…。その後も、友達がってきてボクをおもちゃのように弄んでいきます。さらには、いじめっこは遊びでボクとお姉ちゃんのセックスが見たいと言い出し、友達たちが笑う中、みんなの目の前で近親相姦セックスをさせられてしまいました。（5月19日、Hunter）※オムニバス作品

### VR
- 本物アイドル2人と夢のイチャらぶ逆3P 前後左右から耳元囁き&全身舐め! ローションぬるぬるイカサレされまくり! 永瀬ゆい 音羽ねいろ（3月26日、SODクリエイト）
- 義妹が友達を呼んで我が家でお泊まり会… はいいのですが、どうやら「誰がお兄ちゃんを一番に誘惑できるかゲーム」をしているようです!! 2 両親不在の間に義妹のおマセな友達がお泊まりに来た!自宅で女子のお泊まり会が開催されることが初体験のボクはドキドキして落ち着かない!義理とはいえボクは兄なので表向きはクールな感じを装っていたら、どうやら「誰がお兄ちゃんを一番に誘惑できるかゲーム」をしているみたいで、露骨にボクを誘惑してくる!それじゃなくても内心気になりまくっていたのに、そんなにエロい誘惑をされてしまうと…。結局、理性では抑えきれず最終的には4Pまでしちゃいました!（4月10日、Hunter）共演:渚みつき、河奈亜依
- トイレがない世界で、アイドルの楽屋のトイレになれるVR 永瀬ゆい 篠宮ゆり 藤井林檎 音羽ねいろ（4月23日、SODクリエイト）
- J●制服イチャイチャデートSEX 両親不在で一晩中ヤりまくり確定!? 「ダーリン!い〜っぱいラブラブしようっ!」（6月17日、ブイワンVR）
- 円光女子校生がウリをばらすと脅されて… 「黙ってほしいならエッチをさせろ?は?サイテーな教師だよね…」（12月25日、ブイワンVR）

### ネット配信
2020年
- とわね（3月26日、素人ホイホイZ）
- パラダイステレビに入社した新人女性ADは隠れ巨乳〜真面目そうに見えて割とチンポくわえがち（4月12日、パラダイステレビ）※「乙和彩」名義　他出演:戸崎あい
- おとぴー（4月17日、これすこ。）
- おとは（4月28日、しろうとプライム）
- ［活動休止に追い込まれた事故作品］現役アイドル　TV出演　ガチかわいい【限定】（8月24日、ちんぴく寺舎利殿）
- 【初撮り】【低身長×童顔】【小悪魔アイドル】21歳の童顔×低身長地下アイドル。極上の奉仕を魅せる彼女を激しくピストンすれば、アイドルスマイルの余裕もなくなり… 応募素人、初AV撮影 162（9月11日、シロウトTV）
- 就職が決まってない女子大生をパラダイステレビがセクハラ面接〜内定欲しさにリクルートスーツを脱いじゃう女子も!?（9月26日、パラダイステレビ）
- #811 Neiro（11月20日、S-Cute）

2021年
- 百戦錬磨のナンパ師のヤリ部屋で、連れ込みSEX隠し撮り 193 清楚なイマドキ美少女が『セックスしたい気分』でヤリ部屋登場!生理明けのムラムラを解放するイチャイチャセックス!!（3月9日、ナンパTV）※「あんず」名義

## 出演

### テレビ
- ビ〜チ9（2020年4月、テレビ埼玉） - マンスリーゲスト
- アトラクティブ女学園（2020年8月2日 - 、エンタ!959）[5]

### ウェブテレビ
- アトラクティブ女学園 公開生放送（2020年7月、エンタちゃん・YouTubeチャンネル）[6]

## 執筆

### 連載コラム
- ねいろの音色（2020年8月3日[7]-、メンズサイゾー）